# Wirtschaftsrecht (Studiengang)
Der Studiengang Wirtschaftsrecht hat das Wirtschaftsrecht zum Gegenstand.
Das Angebot entstand als ein neuer juristischer Fachstudiengang. Die Studierenden werden allerdings zusätzlich in den wirtschaftswissenschaftlichen Disziplinen und Schlüsselqualifikationen unterrichtet. Das Studium zum Wirtschaftsjuristen ist in Deutschland kein Gegenprogramm zur klassischen Juristenausbildung, da Wirtschaftsjuristen mit Abschluss auf Masterniveau nicht zum Rechtsreferendariat zugelassen werden und daher auch über keine Befähigung zum Richteramt verfügen. Im Gegensatz zur klassischen Juristenausbildung mit ihrer universellen Ausrichtung ist das Einsatzgebiet eines Wirtschaftsjuristen inhaltlich grundsätzlich auf den Bereich Wirtschaft spezialisiert; daneben besteht aber auch durchaus die Möglichkeit zur Beschäftigung im öffentlichen Dienst.

## Geschichte des Studiengangs
Erstmals wurde der Studiengang Wirtschaftsrecht zum Wintersemester 1993/1994 an der Fachhochschule Mainz angeboten. Gestartet wurde der Studiengang aus den oben genannten Gründen. Von Anfang an war geplant, einen interdisziplinären Studiengang zu entwickeln, der die Studenten umfassend in (wirtschafts-)rechtlichen und wirtschaftlichen Fragestellungen ausbilden sollte. Im Mittelpunkt stand nicht nur eine umfassende Ausbildung der Grundlagen, sondern auch ein stetiger Praxis-Bezug und die Internationalisierung. Im Laufe der Jahre wurden an immer mehr Fachhochschulen entsprechende Studiengänge mit einem Bachelor- oder Diplom-Abschluss gestartet. Im Jahre 1999 schließlich führte mit der Gesamthochschule-Universität Siegen die erste Universität in Deutschland einen eigenständigen und universitären Studiengang Wirtschaftsrecht ein. Gefolgt von weiteren Universitäten kann dieser Studiengang somit mittlerweile sowohl an Fachhochschulen wie an Universitäten belegt werden. Im Unterschied zu den primär praxisorientierten Fachhochschulen ist das Ziel der Universitäten eine zusätzlich weitergehende akademische Profilierung. Zum Wintersemester 2005/2006 erfolgte die breite Umstellung der Studiengänge auf das Bachelor-Master-System (Bologna-Prozess).
Im Zuge der Umstellung wurden inzwischen auch zahlreiche Studiengänge akkreditiert. So wird sichergestellt, dass bei Auslandsaufenthalten die Leistungen anerkannt oder dass Studienortswechsel erleichtert werden; mit der Akkreditierung nehmen die Studiengänge am ECTS-System teil.

## Fächer und Disziplinen
Wirtschaftsrecht ist ein interdisziplinärer Studiengang in den Bereichen Rechts- und Wirtschaftswissenschaften, der um zusätzliche Qualifikationen wie z. B. Rhetorikkenntnisse und Wirtschaftsenglisch ergänzt wird.
Die Wirtschaftjuristische Hochschulvereinigung (WHV), ein Zusammenschluss von Hochschulen, die Wirtschaftsrecht anbieten, stellt folgenden Anforderungs-Mix an Bachelor-Studiengänge im Wirtschaftsrecht:
- mindestens 50 % rechtliche Inhalte
- mindestens 25 % betriebs- und volkswirtschaftliche Inhalte
- Ergänzung um Zusatzqualifikationen wie EDV-Umgang, Fremdsprachen, Rhetorik etc.

Daneben existieren in der Regel mehrere Vertiefungsrichtungen im Hauptstudium, die von Hochschule zu Hochschule wechseln. Oftmals handelt es sich um Vertiefungsrichtungen in wirtschaftlichen und rechtlichen Schnittstellen-Bereichen wie z. B. Personalmanagement und Arbeitsrecht, Steuerrecht und Wirtschaftsprüfung, Finanzdienstleistungsrecht, Unternehmensführung, Sanierungs- und Insolvenzmanagement oder Internationales Management.
Zu den typischen Fächern und Inhalten des Wirtschaftsrechts-Studiums gehören z. B.:
| Rechtswissenschaftliche Fächer   | Wirtschaftswissenschaftliche Fächer     | Ergänzungsfächer & Schlüsselqualifikationen |
| -------------------------------- | --------------------------------------- | ------------------------------------------- |
| Juristische Arbeitstechnik       | Grundlagen der Betriebswirtschaftslehre | Wirtschafts- und Rechtsenglisch             |
| Wirtschaftsprivatrecht           | Grundlagen der Volkswirtschaftslehre    | Wirtschaftsinformatik                       |
| Zivilprozessrecht                | Rechnungswesen                          | Kommunikation                               |
| Wirtschaftsverfassungsrecht      | Controlling                             | Rhetorik                                    |
| Wirtschaftsverwaltungsrecht      | Produktion                              | Teamtraining                                |
| Europarecht                      | Finanzmanagement                        | Präsentation                                |
| Wettbewerbsrecht                 | Logistik                                | Moderation                                  |
| Kartellrecht                     | Marketing                               | Mediation                                   |
| Immaterialgüterrecht             | Personalmanagement                      | Verhandlungsführung                         |
| Gesellschaftsrecht               | Unternehmensführung                     | Gesprächsführung                            |
| Arbeits- und Sozialrecht         |                                         | Vortrag/Rede                                |
| Steuerrecht                      |                                         | zusätzliche Fremdsprachen                   |
| Wirtschaftsstrafrecht            |                                         |                                             |
| Insolvenzrecht                   |                                         |                                             |
| Internationales Wirtschaftsrecht |                                         |                                             |
| Vertragsgestaltung               |                                         |                                             |

Daneben sind oftmals noch praxisnahe Veranstaltungen wie z. B. Seminare, Blockwochen, Exkursionen, Projekte oder Planspiele integriert, die z. T. auch verbindlich im Curriculum vorgeschrieben sind. Zusätzlich zu den Lehrveranstaltungen werden oft ergänzende Übungen und Fallstudien angeboten.

## Abschlüsse
Der „traditionelle“ Abschluss war das Diplom (Abschlussbezeichnung: Diplom-Wirtschaftsjurist) mit einer Regelstudienzeit von 8 Semestern, die ein Praxissemester und das Semester, in dem die Diplomarbeit geschrieben wird, beinhaltete. Seit dem Wintersemester 2005/06 werden größtenteils nur noch die neuen Studiengänge zum Bachelor of Laws (LL.B.), zum Bachelor of Business Law (BBL) oder zum Bachelor of Science (B.Sc.) angeboten. Die Umstellung erfolgte im Rahmen des Bologna-Prozesses. Es ist geplant, dass ab dem WS 2007/08 sämtliche Studiengänge in Wirtschaftsrecht mit dem Bachelor abschließen. Inzwischen bieten zahlreiche Hochschulen weiterführende konsekutive Master-Studienprogramme im Wirtschaftsrecht an, die mit den Graden Master of Laws (LL.M.), Master of Business Law (MBL) oder auch Master of Science (M.Sc.) abschließen.
Mittlerweile existieren im subakademischen Bereich auch Weiterbildungen zum Thema Wirtschaftsrecht, die in Umfang und Zeitaufwand geringer als ein Hochschul- oder Universitätsstudium sind. Diese sind als Fortbildungen konzipiert und konzentrieren sich auf die rechtswissenschaftlichen Teilaspekte, die im Geschäftsverkehr häufig vorkommen. Die Abschlüsse sind IHK-Zertifikate oder institutsinterne Zeugnisse.

## Vergleich zum traditionellen Studium der Rechtswissenschaft
Da der Studiengang Wirtschaftsrecht eine auf die Belange der Wirtschaft zugeschnittene juristische Ausbildung ist, werden die wirtschaftlich relevanten Rechtsbereiche mit Inhalten aus der Volks- und Betriebswirtschaftslehre verknüpft und mit vielen weiteren Zusatzqualifikationen vervollständigt. Absolventen sollen damit befähigt werden, in sämtlichen Arbeitsbereichen der Wirtschaft tätig zu werden. Berufe, die juristische Staatsexamina als Zugangsvoraussetzung haben (Bspw. juristischer Vorbereitungsdienst, Richter, Staatsanwalt, Anwalt), sind für Wirtschaftsjuristen in Deutschland nicht zugänglich.
Im Studiengang Wirtschaftsrecht bezieht sich die juristische Ausbildung auf eine eingeengte Auswahl von wirtschaftlich relevanten Fächern. Rechtliche Grundlagenfächer wie Rechtsphilosophie, Rechtsgeschichte oder Rechtssoziologie werden dabei oftmals ausgelassen oder zumindest nur inzident gelehrt; weiterhin wird größtenteils auf vertiefte Kenntnisse des Prozessrechts sowie des Strafrechts verzichtet, da dies nicht zum Kernbereich der wirtschaftsjuristischen Ausbildung gehört. Im Gegensatz zu einem Studium der Rechtswissenschaften beinhalten wirtschaftsrechtliche Studiengänge allerdings eine fundierte Grundlagenausbildung in den Wirtschaftswissenschaften, die im Hauptstudium regelmäßig durch die Wahl von Studienschwerpunkten vertieft wird.

## Zulassungsvoraussetzungen
Zulassungsvoraussetzung ist ein Zeugnis, das zum Studium an einer Hochschule berechtigt. Das ist das Abitur oder ein Zeugnis der Fachhochschulreife. Das Studium ist zulassungsbeschränkt, Studienplätze werden daher zumeist über einen bestimmten Notendurchschnitt (Numerus clausus) vergeben. In Nordrhein-Westfalen werden die Studienplätze für Fachhochschulen von der Stiftung für Hochschulzulassung vergeben. Ansonsten entscheiden die Hochschulen selbst über die Vergabe. Für einen Studienplatz an einer Universität ist zumeist eine Direktbewerbung bei der Universität notwendig. Oftmals wird auch vor Studienbeginn ein Vorpraktikum oder eine abgeschlossene Berufsausbildung verlangt. In Österreich sind Aufnahmeverfahren für Studiengänge im Bereich „Wirtschaftsrecht“ möglich, da die Anzahl der Studienplätze für diese Studienrichtung an den Universitäten beschränkt wurde. Ob Aufnahmeprüfungen an einer Universität durchgeführt werden, hängt vor allem davon ab, ob die Anzahl der Bewerber die Anzahl der angebotenen Studienplätze überschreitet. Ist dies der Fall werden Aufnahmeprüfungen durchgeführt. Für das Studienjahr 2020/21 sind 870 Studienplätze an der Wirtschaftsuniversität Wien für die Studienrichtung „Wirtschaftsrecht“ (Bachelor) vorgesehen.

## Hochschulen

### Deutschland
In der Bundesrepublik Deutschland wird der Studiengang Wirtschaftsrecht inzwischen an über 20 staatlichen und privaten Hochschulen als Präsenz- oder Fernstudium angeboten, seit 1999 auch an einigen Universitäten.

### Österreich
In Österreich wird Wirtschaftsrecht an folgenden Universitäten angeboten:
- Alpen-Adria-Universität Klagenfurt (in Kooperation mit der Universität Wien)
- Johannes-Kepler-Universität Linz
- Universität Innsbruck
- Wirtschaftsuniversität Wien
- Universität Wien (in Form eines Universitätslehrgangs „Europäisches und Internationales Wirtschaftsrecht“, der mit dem akademischen Grad Master of Laws – LL.M. abschließt)
- Universität Salzburg (hier noch unter dem Namen „Recht und Wirtschaft“ geführt, kann dieser Studiengang sowohl als Bachelor [LL.B.oec.] als auch weiterführend als Master Studium [LL.M.oec.] absolviert werden)

Das Studium Wirtschaftsrecht wird an der Wirtschaftsuniversität Wien seit dem Wintersemester 2006 in Form eines Bachelorstudienganges angeboten. Der Studiengang Wirtschaftsrecht wird damit de facto der Nachfolger des Studienganges Wirtschaft und Recht, der nur noch übergangsweise zur Beendigung eines bereits begonnenen Studiums angeboten wird. Das Studium endet mit der Verleihung des akademischen Grades Bachelor of Laws (LL.B.).
Daran anschließend kann im Masterstudium ein Master of Laws (LL.M.) erworben werden. Dieser ermächtigt – nach Erfüllung der übrigen Erfordernisse, insbesondere der weiteren vorgeschriebenen Prüfungen – auch zur Ausübung der juristischen Kernberufe (z. B. Richter, Anwalt oder Notar).
Die Universität Klagenfurt bietet seit dem WS 2019/2020 in Kooperation mit der Universität Wien das Masterstudium Wirtschaftsrecht an. Dessen Abschluss ermöglicht den Zugang zu juristischen Kernberufen. Man schließt mit dem akademischen Grad „Master of Laws“ ab. Voraussetzung zum Besuch des Studiums ist ein facheinschlägiges rechtswissenschaftliches oder wirtschaftswissenschaftliches Bachelorstudium wie zum Beispiel das Bachelorstudium „Wirtschaft und Recht“ der Universität Klagenfurt.
Die Fachhochschule Burgenland bietet Legal Management/Wirtschaftsrecht als Spezialisierung im Rahmen des Masterstudiengangs Internationale Wirtschaftsbeziehungen an. Das viersemestrige Studium stellt eine stark international orientierte Managementausbildung dar (Fokus CEE), ist berufsbegleitend organisiert und schließt mit Master of Arts in Business (MA) ab.

### Schweiz
In der Schweiz wird das Studium in Form eines Bachelorstudienganges seit einigen Jahren von der Zürcher Hochschule für Angewandte Wissenschaften (ZHAW) angeboten. Mit der Erlangung des Bachelors in Wirtschaftsrecht besteht die Möglichkeit, entweder einen juristischen Master an diversen Universitäten, oder einen Master in Management and Law an der ZHAW zu erwerben.